# Baureihe E04
De Baureihe 104, tot 1968 bekend als E04, was een elektrische locomotief bestemd voor het personenvervoer in Duitsland. Baureihe 104 was in dienst bij de Deutsche Bundesbahn (DB), maar later ook, onder de naam Baureihe 204, bij de Deutsche Reichsbahn (DR) in de Duitse Democratische Republiek.

## Geschiedenis
Deze locomotieven werden in de jaren dertig van de twintigste eeuw ontwikkeld door Allgemeine Elektricitäts Gesellschaft (AEG) voor trajecten in Midden-Duitsland. Daar moesten ze locomotieven van de serie E17 vervangen, die in verband met een groter vermogen nodig waren op onder meer de geëlektrificeerde spoorlijn München - Stuttgart in Zuid-Duitsland.
In 1933 werden de locomotieven E04 01 tot 10 opgeleverd, in 1934 de locomotieven E04 11 tot 21 en in 1935 de locomotieven E04 22 en 23. Bij een testrit met de E04 09 werd op 28 juni 1933 met een trein van 309 ton een snelheid van 151,5 km/h bereikt en werd de toegelaten snelheid van 110 km/h verhoogd tot 130 km/h. De locomotief E04 23 werd voor een duw/trek bedrijf uitgerust met stuurstroom-bekabeling en tot 1945 op een lokaalspoorlijn in de regio München getest. De andere locomotieven werden in 1943 geruild met E18 uit Halle (Saale). Tijdens de Tweede Wereldoorlog werden de locomotieven E04 01 en E04 13 vernield.
In 1967 werd de beschadigde locomotief E04 12 gesloopt.
De locomotieven van de Deutsche Bundesbahn waren tot 1968 in Bw München gestationeerd. Daarna verhuisden de locomotieven naar Bw Osnabrück en omdat ze geregeld naar Ausbesserungswerk München-Freimann moesten voor groot onderhoud kregen ze de bijnamen Knödellok of Bergziege. In 1982 werd de laatste locomotief buitendienst gesteld.

## Constructie en techniek
De locomotief heeft een stalen frame. Op het frame bevindt zich voor en achter een loopas en daartussen drie assen met grote wielen die ieder door een elektrische motor worden aangedreven.

### Nummers
De locomotieven waren als volgt genummerd:
| Lijst van de E04 |                  |                       |                                      |
| Nummer DRG       | Eigenaar na 1945 | Nummer na 1968 / 1970 | Opmerkingen                          |
| E04 01           | DR               | 204 001               | Leipzig Hbf spoor 24                 |
| E04 02           | DR               | 204 002               |                                      |
| E04 03           | DR               | 204 003               |                                      |
| E04 04           | DR               | 204 004               |                                      |
| E04 05           | DR               | 204 005               |                                      |
| E04 06           | DR               | 204 006               |                                      |
| E04 07           | DR               | 204 007               | Eisenbahnfreunden Staßfurt           |
| E04 08           | DR               | 204 008               |                                      |
| E04 09           | DR               | 204 009               |                                      |
| E04 10           | DR               | 204 010               |                                      |
| E04 11           | DR               | 204 011               | Bw Weimar opgeborgen                 |
| E04 12           | DR               | 204 012               |                                      |
| E04 13           | DR               | 204 013               |                                      |
| E04 14           | DR               | 204 014               |                                      |
| E04 15           | DR               | 204 015               |                                      |
| E04 16           | DR               | 204 016               |                                      |
| E04 17           | DB               | 104 017               |                                      |
| E04 18           | DB               | 104 018               |                                      |
| E04 19           | DB               | 104 019               |                                      |
| E04 20           | DB               | 104 020               | DB Zentrale Franfurt Main standbeeld |
| E04 21           | DB               | 104 021               |                                      |
| E04 22           | DB               | 104 022               |                                      |
| E04 23           | DR               | 204 023               |                                      |

## Treindiensten

### Deutsche Bundesbahn
De locomotieven werden door de Deutsche Bundesbahn ingezet in het personenvervoer op diverse trajecten:
- Diverse trajecten vanuit Bw Ostabrück

### Deutsche Reichsbahn
De locomotieven werden door de Deutsche Reichsbahn ingezet in het personenvervoer op het traject:
- Halle - Maagdenburg

De duw/trek trein locomotief E04 23 werd tussen 1958 en 1966 door de Deutsche Reichsbahn ingezet in het personenvervoer op het traject:
- Halle - Leipzig

## Foto's

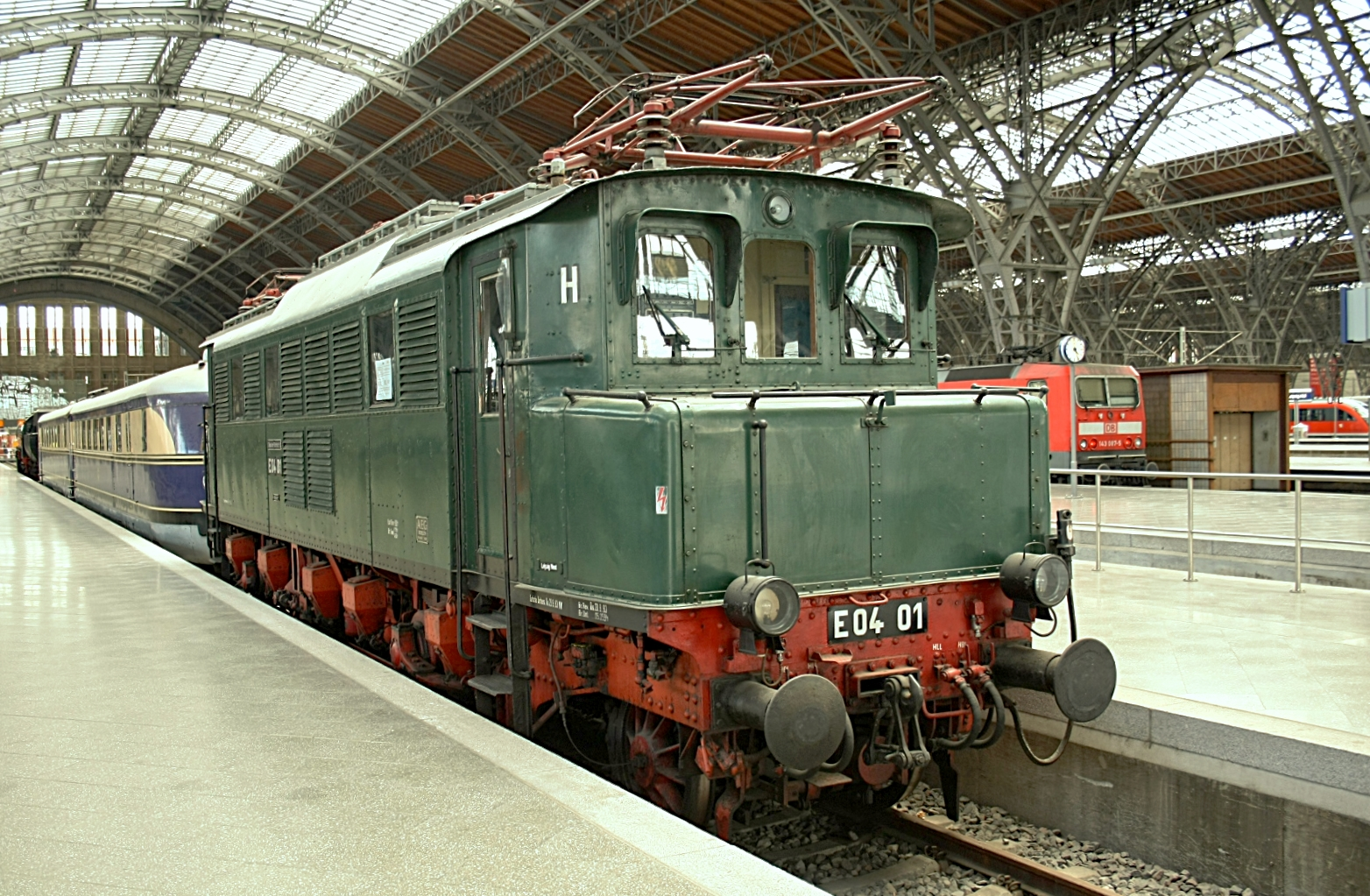
E04 01 in Leipzig Hbf
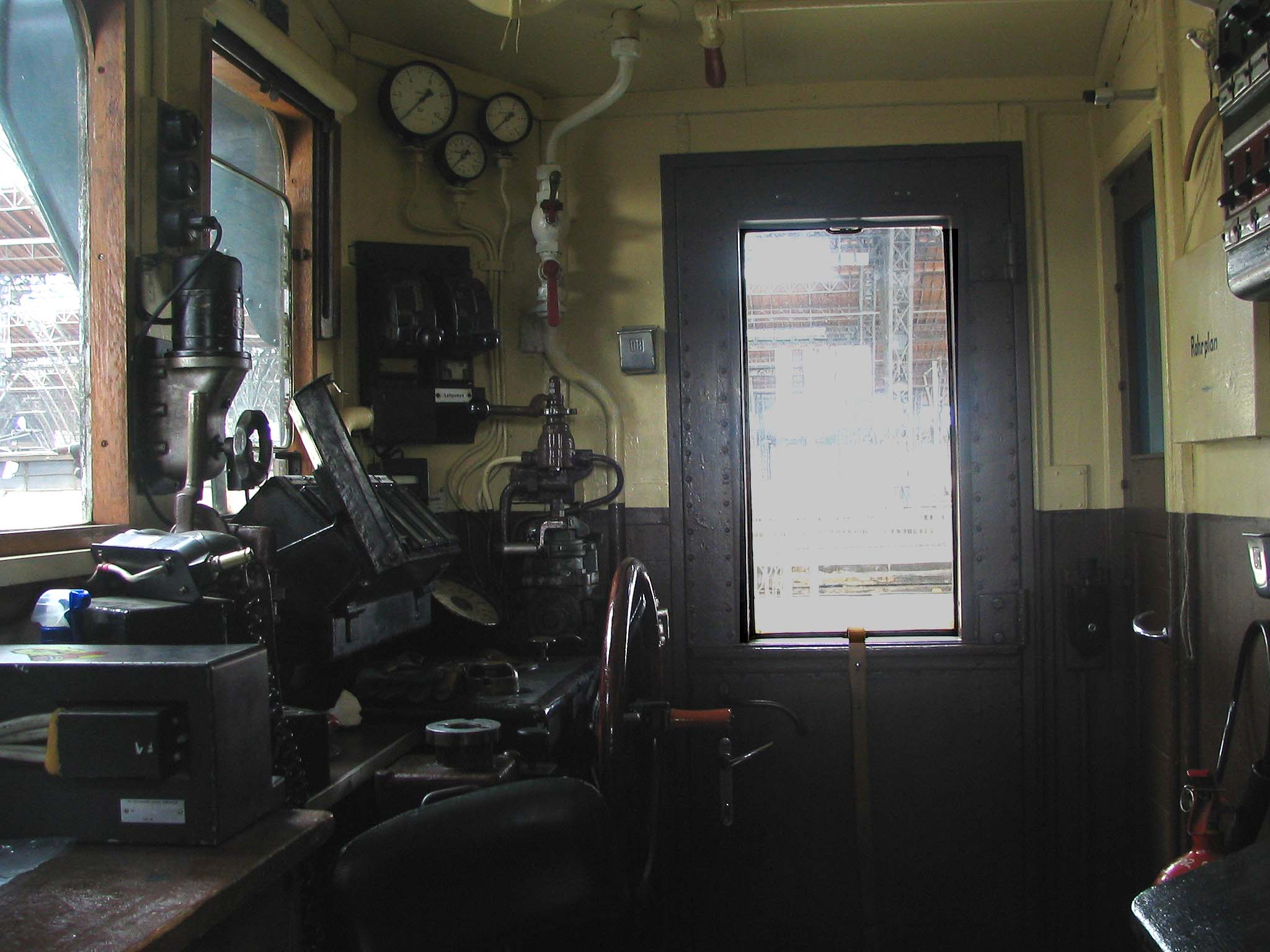
Stuurstand van de E 04 01
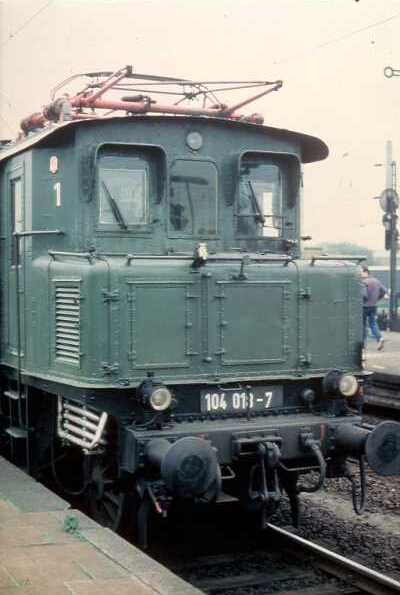
104 018 in Oberhausen 1981
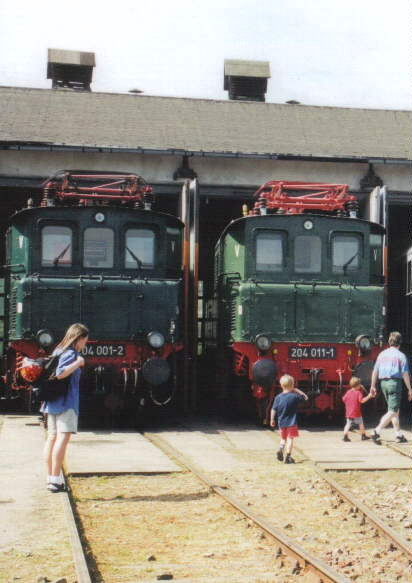
204 001 en 204 011 in Weimar
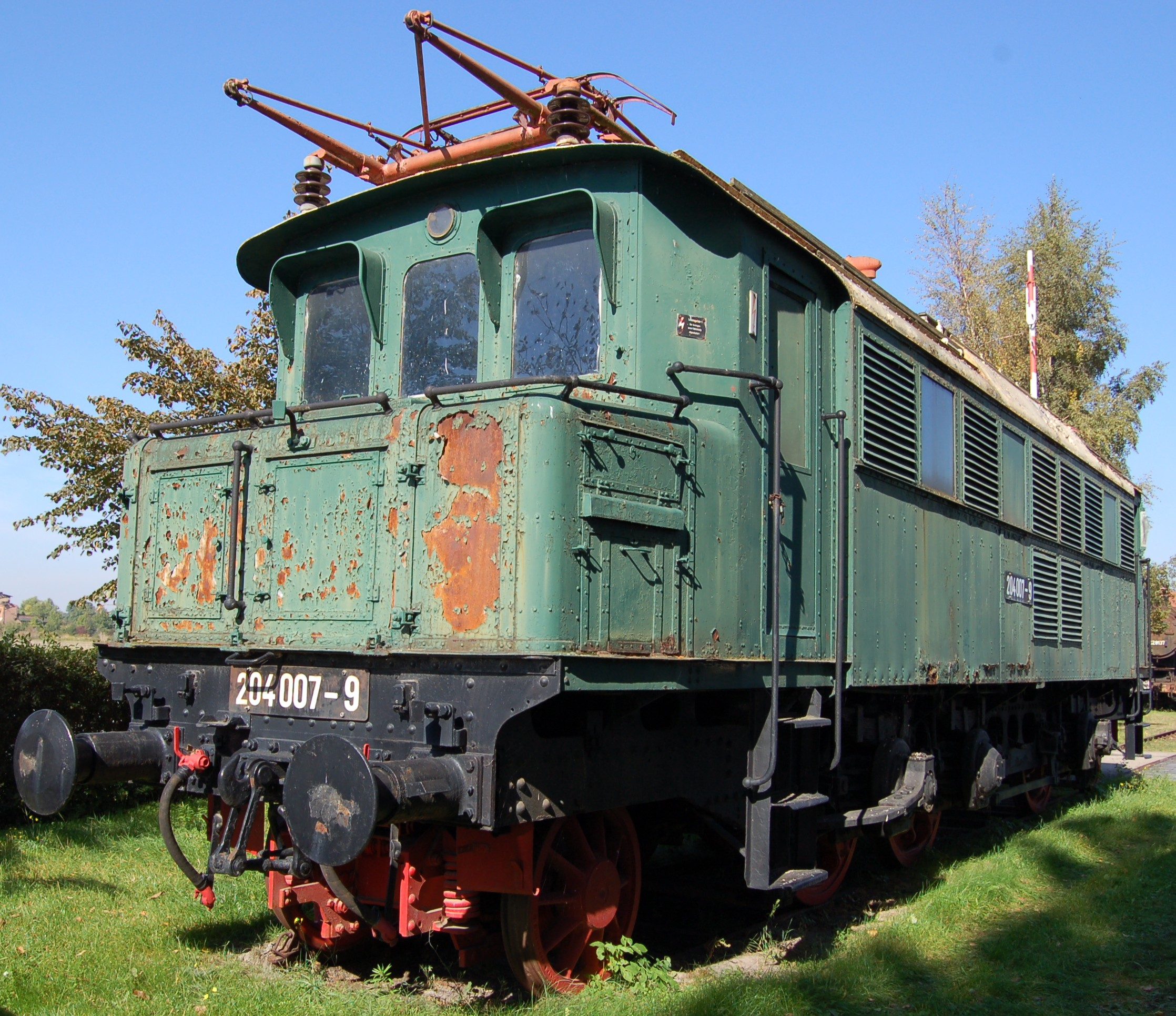
204 007 in Staßfurt
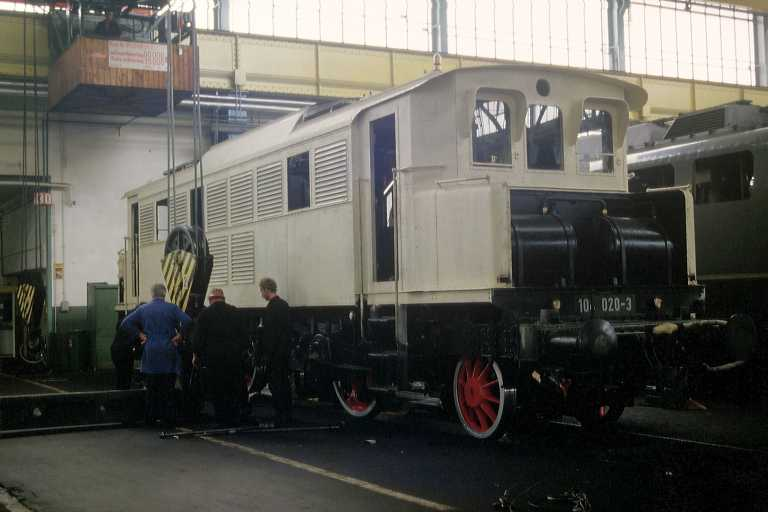
Werkzaamheden aan 104 020 ten behoeve van 150 jaar spoorwegen in Duitsland
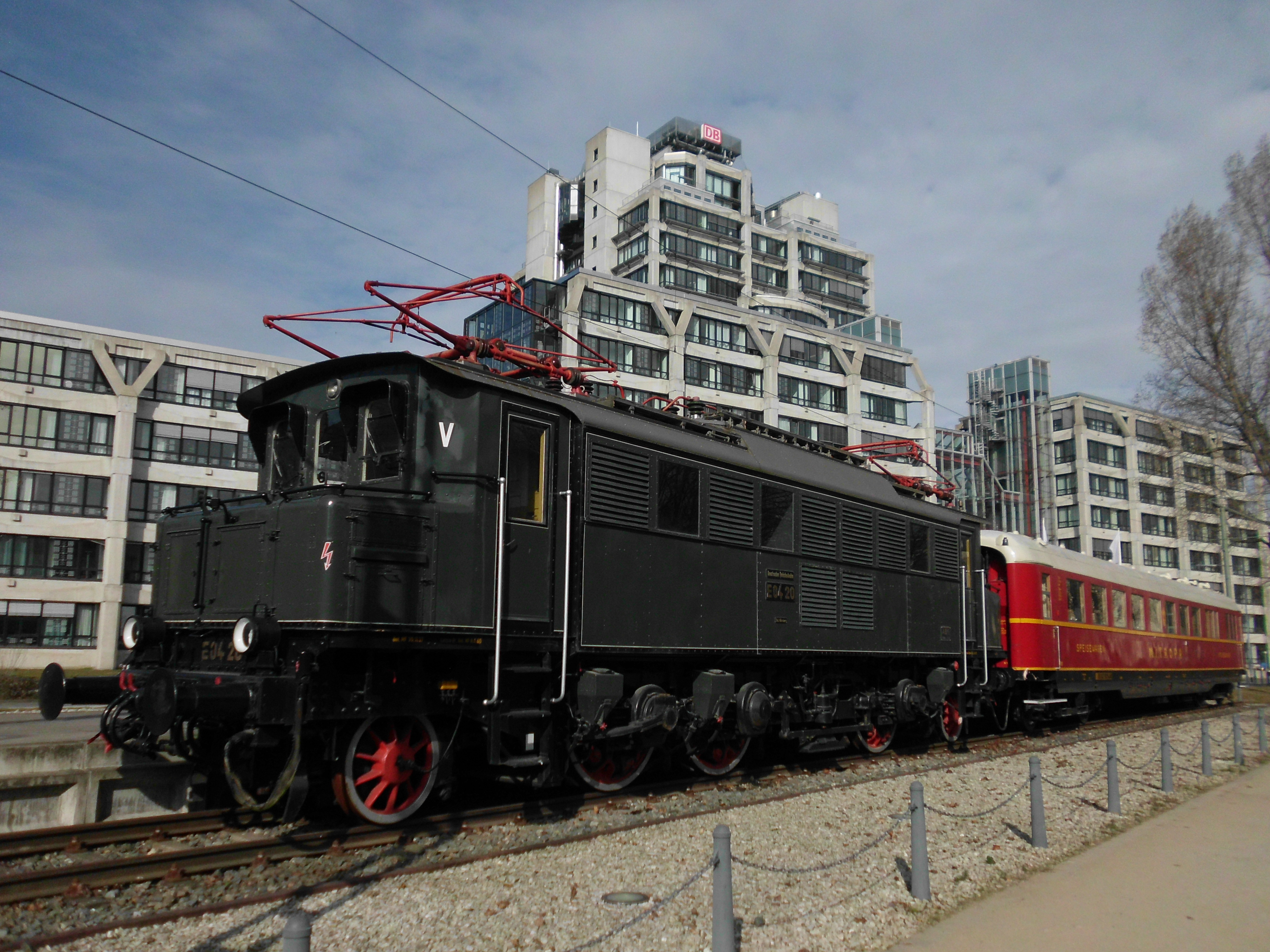
E 04 20 als standbeeld in Frankfurt am Main

In dit overzicht staan eveneens treinen van de Deutsche Bundesbahn (DB) en van de Deutsche Reichsbahn (DR)